# Революционный фронт левых
Революционный фронт левых (исп. Frente Revolucionario de Izquierda, сокращенно РФЛ, FRI) — политическая сила (вначале альянс левых партий, затем отдельная партия, смещавшаяся к центру) Боливии, основанная в 1978 году.

## Учреждение фронта радикальных левых
Революционный фронт левых был сформирован на общенациональной конференции левых сил, состоявшейся в Ла-Пасе 23 апреля 1978 года. Встреча была организована инициативным комитетом (во главе с доктором Гидо Пералесом Агиларом в качестве постоянного секретаря). Основание РФЛ в апреле 1978 года явилось формализацией уже существующего сотрудничества между различными политическими группами радикальных левых.
В состав Фронта вошли Коммунистическая партия Боливии (марксистско-ленинская) (возглавлявшийся Оскаром Саморой маоистский откол от Коммунистической партии Боливии), Революционная партия националистических левых (возглавлявшийся Хуаном Лечином левый откол от Национально-революционного движения), Революционная партия трудящихся Боливии (политическое крыло геваристской Армии национального освобождения), РРП-Борьба (POR-Combate, возглавлявшаяся Уго Гонсалесом Москосо фракция троцкистской Революционной рабочей партии, бывшая секцией Воссоединённого Четвёртого интернационала), ещё одна троцкистская группа «Коммунистический авангард РРП» (Vanguardia Comunista del POR) и независимая группировка, возглавляемая Мануэлем Моралесом Давилой. При этом вступление противоборствующей фракции Революционной рабочей партии-Массы во главе с Гильермо Лорой было заблокировано.
При учреждении Фронта его председателем стал Оскар Самора Мединасели, так что политически он находился под контролем Компартии (марксистско-ленинской). Лидия Гейлер Техада стала вице-президентом Фронта. Декларация принципов РФЛ провозглашала его «политическим инструментом масс, который позволяет аккумулировать силы, чтобы победить диктатуру, завоевать демократические свободы и добиться национального освобождения».

## Выборы 1978 и 1979 годов
Кандидатом в президенты от РФЛ на выборах 1978 года был Касиано Амуррио. Амуррио получил 23 459 голосов (1,2 % голосов по стране). На парламентских выборах Фронт достиг такого же результата.
Влиятельная Революционная партия националистических левых покинула ряды Фронта накануне выборов 1979 года, присоединившись к конкурирующей левой коалиции Фронт демократического и народного единства (ФДНЕ) под началом Эрнана Силеса Суасо. Моралес Давила также отделился от РФЛ, и тот стал не более чем публичным фасадом КПБ (МЛ), поскольку остальные фракции отошли от альянса. РФЛ пытался слиться с ФДНЕ, однако неудачно, и на выборах 1979 года выступил частью более крупной коалиции — Демократического альянса (наряду с Национально-революционным движением, Христианско-демократической партией и Подлинно-революционной партией Вальтера Гевары). Фронт революционных левых получил на выборах 5 депутатских мест. Лидия Гейлер выступила кандидатом в вице-президенты от альянса, была избрана председателем Палаты депутатов Боливии и в том же году после попытки военного переворота стала первой в истории Боливии женщиной, исполняющей обязанности главы государства.

## Поздний период: отход от левых
На парламентских выборах 1980 и 1985 годов РФЛ, уже самостоятельная партия, а не коалиция, баллотировался в союзе с консервативным Националистическим революционным движением, получая каждый раз по три мандата. На выборах 1989 и 1993 годов РФЛ был частью «Патриотического соглашения» (предвыборный пакт между Националистически-демократическим движением бывшего правого диктатора Уго Бансера и также отошедшим от своих социалистических истоков Левым революционным движением), получив четыре и два места соответственно. В 1997 году он провёл одного депутата по списку ЛРД.
6 октября 2018 года бывший президент неолиберального толка Карлос Меса объявил на своём YouTube-канале, что будет баллотироваться в президенты от партии Революционный фронт левых на всеобщих выборах в Боливии 2019 года. В итоге, РФЛ был формальной базой для выдвижения Месы, чья коалиция носила название «Гражданское сообщество».

## Муниципальная и региональная политика
В 1990-х участие партии в муниципальной политике обычно ограничивалось департаментами Тариха и Кочабамба. Председатель РФЛ Самора Мединачели была мэром Тарихи в 1987—1989, 1994—1996 и 1996—1997 годах. На местных выборах 1991 года партия получила 20 179 голосов (1,55 % голосов по всей стране), а на муниципальных выборах 1993 года — 25 099 голосов (2,24 %). На выборах 1991 г. у партии был самый высокий процент женщин-кандидатов в крупных городах среди всех конкурирующих партий (8 кандидаток от общего числа в 36 — 22,2 %). В 1993 году из 52 кандидатов от РФЛ одиннадцать были женщинами. На муниципальных выборах 1995 года количество отданных за партию голосов достигло 53 540 (3,12 %), и она получила 27 мест в муниципальных советах (из 1585 во всей Боливии). На местных выборах 1999 года партия получила уже только 17 мест в муниципальных советах (из 1700 во всей Боливии).
Партия поддержала кандидатуру Марио Коссио на выборах губернатора Тарихи в 2010 году.